# Anchorage
|  | Der findes også en by med dette navn i Kentucky: Anchorage, Kentucky |
Anchorage er en amerikansk by i staten Alaska. Med sine 291.247 (2020) indbyggere, og 398.328(2020) indbyggere i Anchorage metropolitan area, er byen Alaskas største. Næsten halvdelen af statens indbyggere bor i Anchorage, som har et areal på 5.035 km2
(lidt mindre end delstaten Delaware).
Byen ligger på 61,2° nordlig bredde (omtrent som Söderhamn i Sverige) i den centrale del af delstaten ved Chickaloon Bay (ordet anchorage betyder ankerplads) omkring 1.000 kilometer vest for delstatens hovedstad Juneau.

## Historie
Arkæologiske fund fundet ved Beluga Point syd for Anchorage, langs vandvejen Turnagain Arm, tyder på, at beboelsen af Cook Inlet begyndte for 5.000 år siden af en gruppe  Alutiiq-folk, der ankom i kajak. Efterhånden som denne befolkningsgruppe flyttede videre, blev de efterfulgt af en anden bølge af Alutiiq-besættelse, der begyndte for omkring 4.000 år siden, efterfulgt af en tredje bølge for omkring 2.000 år siden. Omkring år 500 e.Kr. blev Chugach Alutiiq fordrevet af ankomsten af Dena'ina Athabaskan-folket, der kom ind gennem bjergpassene. Dena'ina-folket havde ingen faste bosættelser, men migrerede gennem området med årstidsændringerne, fiskede langs kystbække og floder om sommeren, jagtede elge, bjerggeder og Dall-får i det tidlige efterår og plukkede bær i det sene efterår. De havde en tendens til at overvintre nær handelsforbindelser langs almindelige rejseruter, hvor de handlede med andre Dena'ina- og Ahtna-stammer fra nærliggende områder.
Kaptajn James Cook var blandt de første europæiske opdagelsesrejsende, der kortlagde Alaskas kystlinje, og mange af de geografiske træk (bjerge, øer, floder, vandveje osv.) bærer stadig de navne, han gav dem. Cook ledte efter den sagnomspundne Nordvestpassage, en rute, der ville give en kortere måde at nå Stillehavet fra Europa end den vanskelige 
Nordøstpassage rundt om det nordlige Asien eller sydpå rundt om Sydamerika. Den 15. maj 1778, efter at have udholdt uger med hårdt vejr, drejede Cook ind i en bugt mellem to vartegn, han kaldte Cape Douglas og vulkanen 
Mount St. Augustine. Han ankrede sit skib,HMS Resolution, på et sted han kaldte "Anchor Point" (senere navngivet "Anchorage", da et andet Anchor Point fandtes mod syd nær Homer, nær en bæk han kaldte "Ship Creek", der lå mellem to store vandveje. Cook brugte ti dage på at udforske vandvejene. Han sendte først William Bligh afsted for at spejde den nordlige arm, hvor han mødtes med Dena'ina-indfødte fra Eklutna-området, som fortalte ham navnet på floden Knik, og at det ikke var Nordvestpassagen, men snarere et udløb for floderne  Knik og Matanuska. Cook sejlede derefter sydpå for at spejde efter den anden vandvej, og i dårligt humør efter at have drevet Resolution på grund på en sandbanke på vej tilbage ud af det lave vand, kaldte han den "River Turnagain", da han heller ikke havde fundet tegn på passagen der.
1888 blev der opdaget guld langs vandvejen Turnagain Arm lige syd for det moderne Anchorage, hvilket førte til en ny tilstrømning af guldgravere.
Anchorage blev grundlagt i 1915 som hovedkvarter for Alaska Railroad. Byens navn kommer fra ankerpladsen ved Cook Inlet, hvor skibe lagde til kaj for at forsyne lejren.
Byggeriet af Alaska Railroad fortsatte indtil dens færdiggørelse i 1923. Byens økonomi i 1920'erne og 1930'erne var centreret omkring jernbanen.
Mellem 1930'erne og 1950'erne oplevede byen massiv vækst i takt med at lufttransport og militæret blev stadig vigtigere.'
Elmendorf Air Force Base og den amerikanske hærs Fort Richardson blev bygget i 1940'erne og fungerede som byens primære økonomiske motor, indtil opdagelsen af Prudhoe Bay i 1968 flyttede økonomiens fokus mod olieindustrien.
Anchorage Borough blev etableret den 13. september 1963.
Den 27. marts 1964 forårsagede et voldsomt jordskælv dødsfald og omfattende materielle skader. Langfredagsjordskælvet i Alaska i 1964 betragtes som den mest voldsomme nogensinde registreret i USA. Dette jordskælv ødelagde nogle af byens få historiske bygninger. I dag står funktionelle industri- og erhvervsbygninger uden historisk eller arkitektonisk værdi på deres plads. Byens vigtigste bygning er City Hospital, bygget i 1924 af Frank Lloyd Wright. Med sin rummelige, funktionelle Art Deco-lobby satte arkitekten vigtige standarder for efterfølgende hospitals- og plejehjemsbygninger.
37 bygninger og steder i Borough er opført i National Register of Historic Places (NRHP) (pr. 15. april 2020), herunder Anchorage City Hall, Oscar Anderson House Museum og Fort Richardson National Cemetery.

## Flytrafik
Anchorage har en stor international lufthavn, Ted Stevens Anchorage International Airport. Flyvemaskinen er et vigtigt transportmiddel, og mange gamle propelfly som DC-3 flyver stadig kommercielt i denne delstat. I dag bruger mange fragtfly-selskaber, bl.a. FedEx, UPS og DHL, lufthavnen som pakkesorteringscenter for pakker fra Asien til USA.

## Demografi
Ifølge folketællingen fra 2010 boede der 291.826 personer i byen. Befolkningstætheden var 59,2 personer pr. kvadratkilometer. Befolkningens etniske sammensætning var som følger: 66 % hvide, 5,6 % afroamerikanere. 
Der var 107.332 husstande med 70.544 familier, hvoraf 33,2 % havde hjemmeboende børn under 18 år. 48,4 % var ægtepar, som boede sammen, 11,7 % havde en enlig kvindelig forsøger som beboer, og 34,3 % var ikke-familier. 24,9 % af alle husstande bestod af enlige, og i 4,9 % af tilfældende boede der en person, som var 65 år eller ældre.
Gennemsnitsindkomsten for en hustand var $73.004 årligt, mens gennemsnitsindkomsten for en familie var på $85.829 årligt.

### Lufthavne
- Ted Stevens Anchorage International Airport
- Elmendorf US. Air Force Base
- Merrill Field Airport